# Ivan Král
Pour les articles homonymes, voir Kral.
Ivan Král, né le 12 mai 1948 à Prague et mort le 2 février 2020 à Ann Arbor, est un musicien, guitariste et compositeur tchécoslovaque puis tchèque naturalisé américain. Il est principalement connu comme membre du groupe de Patti Smith, le Patti Smith Group.

## Biographie

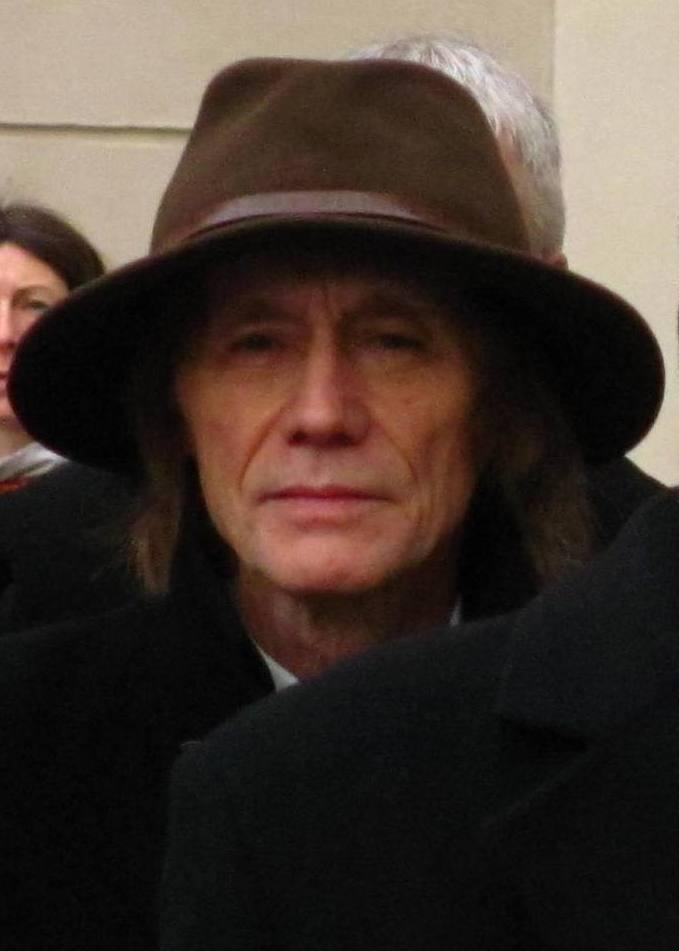
Ivan Král en 2011.

Ivan Král a notamment collaboré avec Iggy Pop sur l'album Party. Il fut en 1976 le coréalisateur du documentaire consacré au punk rock The Blank Generation (en), et a été nommé dans la catégorie « meilleure musique » du Lion tchèque en 2001 pour la bande originale du film Cabriolet. Il est le co-auteur de la musique de la chanson de Téléphone Ce soir est ce soir qui figure sur l'album Dure Limite.
Il meurt le 2 février 2020 des suites d'un cancer.

## Discographie

### Chansons au sein duPatti Smith Group
- Ask the Angels (album : Radio Ethiopia)
- Pissing in a River (album : Radio Ethiopia)
- Pumping (My Heart) (album : Radio Ethiopia)
- Dancing Barefoot (album : Wave)

## À noter
- Trois chansons d'Ivan Král (Tell Me I'm Alive, Don't Have Answers, Crazy About You) ont été utilisées comme thèmes dans l'anime Yozakura quartet (2008).